# Roberto Urruti
Roberto Urruti (Rosario, Argentina, 2 de julio de 1924 - Armenia, Colombia, 29 de octubre de 2005), conocido como "Benitín" fue un futbolista argentino que dejó una huella significativa en el Deportes Quindío de Colombia. Urruti se destacó especialmente en los primeros años del club y es recordado como una figura clave en la historia del Quindío, habiendo anotado dos goles en el primer partido oficial del equipo en el estadio San José en 1951, que resultó en una victoria de 3-1 contra Deportes Caldas. Este evento marcó un inicio prometedor para el club y estableció a Urruti como un jugador relevante en la liga colombiana.
Durante su carrera con el Deportes Quindío, Urruti fue parte del equipo que logró el título del Campeonato Colombiano en 1956, la única vez que el club ha ganado este campeonato. La contribución de Urruti al equipo y su impacto en el fútbol colombiano lo han convertido en una figura venerada en la historia del Deportes Quindío.

## Historia
Roberto Segundo Urruti Berale fue un destacado futbolista argentino, reconocido por su destreza y su fuerte arraigo a Armenia, donde formó una familia. Durante su carrera, jugó 323 partidos y anotó 91 goles, siendo el máximo goleador histórico del Deportes Quindío, y también se desempeñó como técnico del equipo en varias ocasiones. A pesar de sus significativas contribuciones, no siempre recibió el reconocimiento adecuado por parte de los dirigentes del club, reflejando una falta de valoración histórica en el deporte local. Urruti fue mentor de jóvenes futbolistas de la ciudad, conocidos como "Los pibes de Urruti", y dedicó tiempo a su escuela de fútbol. A pesar de enfrentar problemas de salud al final de su vida, mantuvo un fuerte vínculo con Armenia y su equipo hasta su fallecimiento en 2005. Aunque su memoria ha sido a veces olvidada por los líderes deportivos, la comunidad lo recuerda con gratitud como un ícono del fútbol que dejó una herencia invaluable en Armenia.

## Trayectoria

### Como futbolista
| Club             | País      | Año       | Partidos | Goles |
| ---------------- | --------- | --------- | -------- | ----- |
| Rosario Wanders  | Argentina | 1950      | ¿?       | ¿?    |
| Deportes Quindío | Colombia  | 1951-1958 | ¿?       | ¿?    |
| Deportivo Cali   | Colombia  | 1959      | ¿?       | ¿?    |
| Deportes Quindío | Colombia  | 1959-1963 | ¿?       | ¿?    |

### Como entrenador
| Club             | País     | Año | Partidos | Goles |
| ---------------- | -------- | --- | -------- | ----- |
| Deportes Quindío | Colombia | ¿?  | ¿?       | ¿?    |

## Palmarés

### Como jugador
| N.º | Título              | Equipo           | País     | Año  |
| --- | ------------------- | ---------------- | -------- | ---- |
| 1   | Categoría Primera A | Deportes Quindío | Colombia | 1956 |